# Evropský bankovní dohled
Evropský bankovní dohled, také známý jako jednotný mechanismus dohledu (Single Supervisory Mechanism, dále SSM), je politickým rámcem pro obezřetnostní dohled nad bankami v eurozóně. Je soustředěn v Evropské centrální bance (ECB), jejíž kontrolní část se nazývá bankovní dohled ECB. Členské státy EU mimo eurozónu se také mohou zúčastnit na dobrovolném základě, jako se to stalo v případě Bulharska koncem roku 2023. Evropský bankovní dohled byl zřízen Nařízením Rady 1024/2013, známým také jako Nařízení SSM, které zároveň vytvořilo jeho ústřední (i když ne finální) rozhodovací orgán, Radu dohledu ECB.
ECB tímto způsobem přímo dohlíží na větší banky, které jsou označeny jako významné instituce. Ostatní banky, tedy méně významné instituce, jsou pod dohledem vnitrostátních orgánů bankovního dohledu. Ke konci roku 2022 ECB přímo dohlížela na 113 významných institucí ve 21 zemích v rámci své geografické působnosti, což představuje přibližně 85 % celkových aktiv bankovního systému. 
Evropský bankovní dohled představuje počáteční a dosud nejúplnější součást širší bankovní unie, projektu zahájeného v roce 2012 s cílem integrovat politiku bankovního sektoru v eurozóně.